# (4615) Zinner
(4615) Zinner est un astéroïde de la ceinture principale découvert le 13 septembre 1923 par l'astronome allemand Karl Wilhelm Reinmuth. Le lieu de découverte est Heidelberg (024). Sa désignation provisoire était A923 RH.
Sa distance minimale d'intersection de l'orbite terrestre est de 1,166 740 ua.